# Persoonia tenuifolia
Persoonia tenuifolia är en tvåhjärtbladig växtart som beskrevs av Robert Brown. Persoonia tenuifolia ingår i släktet Persoonia och familjen Proteaceae. Inga underarter finns listade i Catalogue of Life.